# Brookhaven (Misisipi)
Brookhaven es una ciudad del Condado de Lincoln, Misisipi, Estados Unidos. Según el censo de 2019 tenía una población de 12.115 habitantes. Después del censo que se dará el 19 de julio de 2021 se estima que su población incremente a 12.119 habitantes.

## Demografía
Según el censo de 2000, había 9.861 personas, 3.810 hogares y 2.480 familias residiendo en la localidad. La densidad de población era de 519,4 hab./km². Había 4.240 viviendas con una densidad media de 223,3 viviendas/km². El 47,55% de los habitantes eran blancos, el 50,91% afroamericanos, el 0,09% amerindios, el 0,61% asiáticos, el 0,18% de otras razas y el 0,66% pertenecía a dos o más razas. El 0,79% de la población eran hispanos o latinos de cualquier raza.
Según el censo, de los 3.810 hogares en el 31,1% había menores de 18 años, el 39,9% pertenecía a parejas casadas, el 21,7% tenía a una mujer como cabeza de familia, y el 34,9% no eran familias. El 31,9% de los hogares estaba compuesto por un único individuo, y el 16,0% pertenecía a alguien mayor de 65 años viviendo solo. El tamaño promedio de los hogares era de 2,44 personas, y el de las familias de 3,10.
La población estaba distribuida en un 26,3% de habitantes menores de 18 años, un 9,3% entre 18 y 24 años, un 25,8% de 25 a 44, un 20,2% de 45 a 64, y un 18,4% de 65 años o mayores. La media de edad era 37 años. Por cada 100 mujeres había 82,2 hombres. Por cada 100 mujeres de 18 años o más, había 77,3 hombres.
Los ingresos medios por hogar en la localidad eran de 24.632 dólares ($), y los ingresos medios por familia eran 30.950 $. Los hombres tenían unos ingresos medios de 28.079 $ frente a los 20.047 $ para las mujeres. La renta per cápita para la ciudad era de 13.695 $. El 26,9% de la población y el 23,3% de las familias estaban por debajo del umbral de pobreza. El 33,8% de los menores de 18 años y el 25,0% de los habitantes de 65 años o más vivían por debajo del umbral de pobreza.

## Geografía
Según la Oficina del Censo de los Estados Unidos, Brookhaven tiene un área total de 19,0 km² de los cuales 19,0 km² corresponden a tierra firme y 0,1 km² a agua. El porcentaje total de superficie con agua es 0,27%.